# Trailin'
Pour plus de détails, voir Fiche technique et Distribution.
Trailin' est un film muet américain réalisé par Lynn Reynolds, sorti en 1921.
Ce film est une adaptation du roman Trailin'! de l'écrivain américain Max Brand, auteur de romans policiers et de romans western, publié en 1919.

## Fiche technique
- Titre : Trailin'
- Réalisation : Lynn Reynolds
- Scénario : Lynn Reynolds (adaptation), d'après le roman Trailin'! de Max Brand
- Photographie : Benjamin H. Kline
- Producteur : William Fox
- Société de production :  Fox Film Corporation
- Société de distribution :  Fox Film Corporation
- Pays de production :  États-Unis
- Langue : film muet avec les intertitres en anglais
- Métrage : 1 740 m (6 bobines)
- Format : Noir et blanc — 35 mm — 1,33:1 — Muet
- Genre : Film dramatique
- Durée : 58 minutes
- Date de sortie : 
  - États-Unis : 11 décembre 1921

## Distribution
- Tom Mix : Anthony Woodbury
- Eva Novak : Sally Fortune
- Bert Sprotte : John Woodbury
- James Gordon : William Drew
- Sid Jordan : Steve Nash
- Carol Holloway : Joan Piotto
- J. Farrell MacDonald : Joseph Piotto
- William De Vaulle : l'adjoint Glendon (non crédité)
- Harry Dunkinson : Sandy Ferguson (non crédité)
- Al Fremont : Lawlor (non crédité)
- Bert Hadley (en) : le docteur (non crédité)
- Duke R. Lee : Butch Conklin (non crédité)
- Jay Morley (en) : William Drew jeune (non crédité)
- Cecil Van Auker :  (non crédité)